# Giovanni Starita
Giovanni Starita (Roma, 23 marzo 1926 – 2 marzo 2019) è stato un politico italiano, esponente della Democrazia Cristiana e parlamentare europeo.
È stato eletto alle elezioni europee del 1984 per le liste della DC. È stato vicepresidente della Commissione per i trasporti e il turismo, membro della Commissione per i problemi economici e monetari e la politica industriale, della  Delegazione per le relazioni con i paesi dell'America centrale e del gruppo Contadora.